# گوستاو لوگره

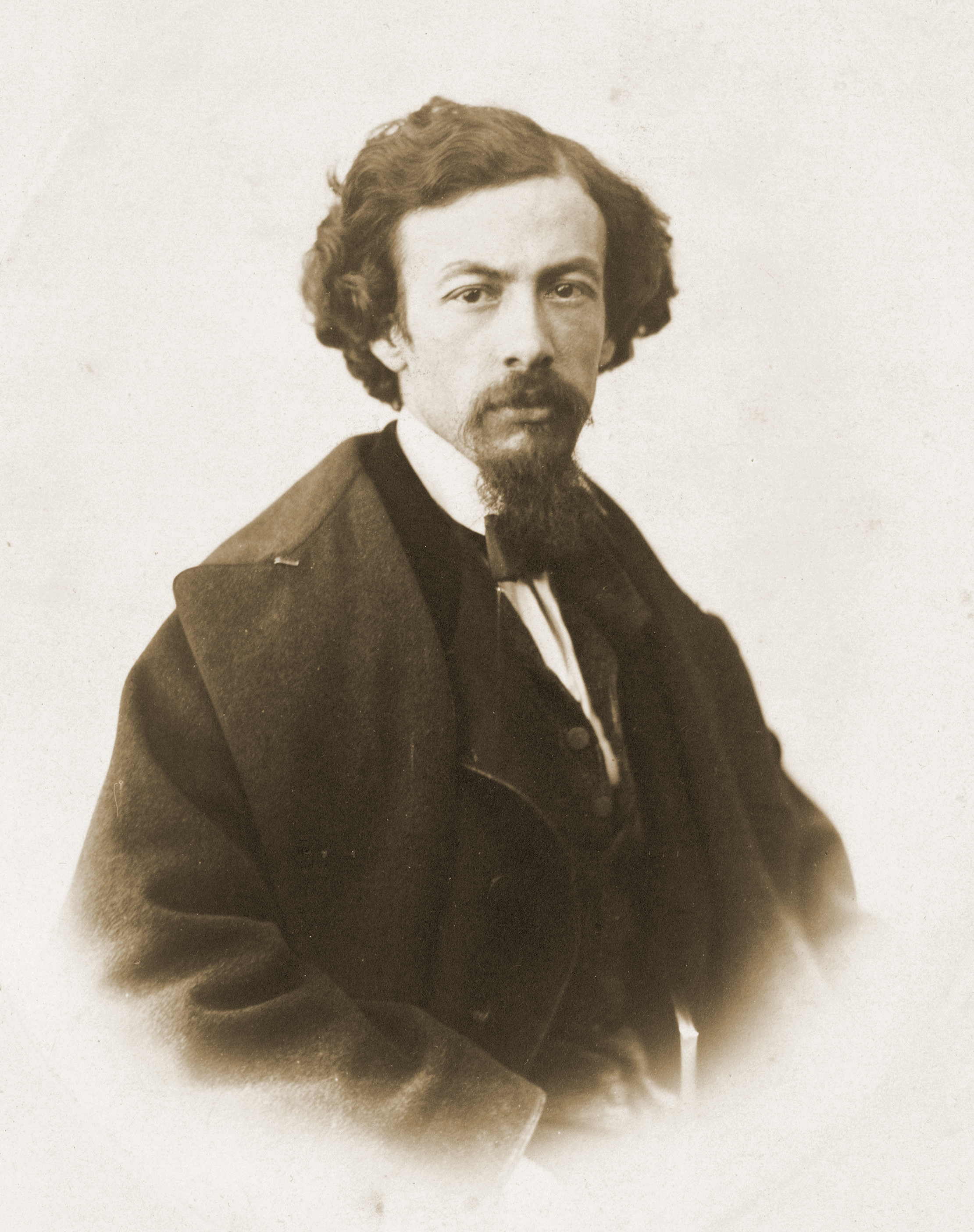
گوستاو لوگره

گوستاو لوگره (به انگلیسی: Gustave Le Gray) عکاس اهل فرانسه بود که شهرت وی بیشتر بخاطر عکس‌هایی است که از مناظر دریایی گرفته است.

## زندگی و سبک
وی هنرمندی برجسته بود که چند شیوهٔ شیمیایی عکاسی را تکامل بخشید و رواج داد. او همزمان با راجر فنتون، شارلر نگر و هنری لوسک، در کارگاه نگارگری پل دلاروش به آموختن نقاشی پرداخت. از مناظر و چهره‌ها نقاشی کرد و آثار خود را بین سال‌های ۱۸۳۴ و ۱۸۶۱ در نمایشگاه‌های مختلف به معرض تماشا گذاشت. در اواسط سال‌های ۱۸۴۰ شیوه فتوتیپی یا فتوکلروگرافی را نزد آلفونس لویی پواتن آموخت. لوگره شیوه لیتوگرافی را نیز تکامل بخشید. وی در سال ۱۸۵۱ کاغذ کالوتایپ را قبل از حساس کردن، موم‌اندود کرد و با این روش توانست ضمن افزایش وضوح تصویر، قابلیت نگهداری کاغذ نورنخورده را تا چند هفته افزون سازد. او عکس‌هایی از جنگل فونتن بلو که دلخواه نقاشان مکتب باربیزون بود، برداشت اما شهرتش به دلیل عکس‌های مناظر دریایی است که به شیوه کلودیون-آلبومین و اغلب با دو تصویر منفی مجزا شکل گرفته‌اند.
لوگره در سال ۱۸۶۲ درگذشت.

## نوآوری‌های فنی
نوآوری‌های فنی او عبارتند از:
بهبود روی نگاتیوهای کاغذ، به ویژه واکس زدن آنها قبل از قرار گرفتن در معرض نمایش که "باعث می‌شود کاغذ بیشتر از جزئیات دقیق جذب کند".

## نگارخانه

### معماری و مناظر

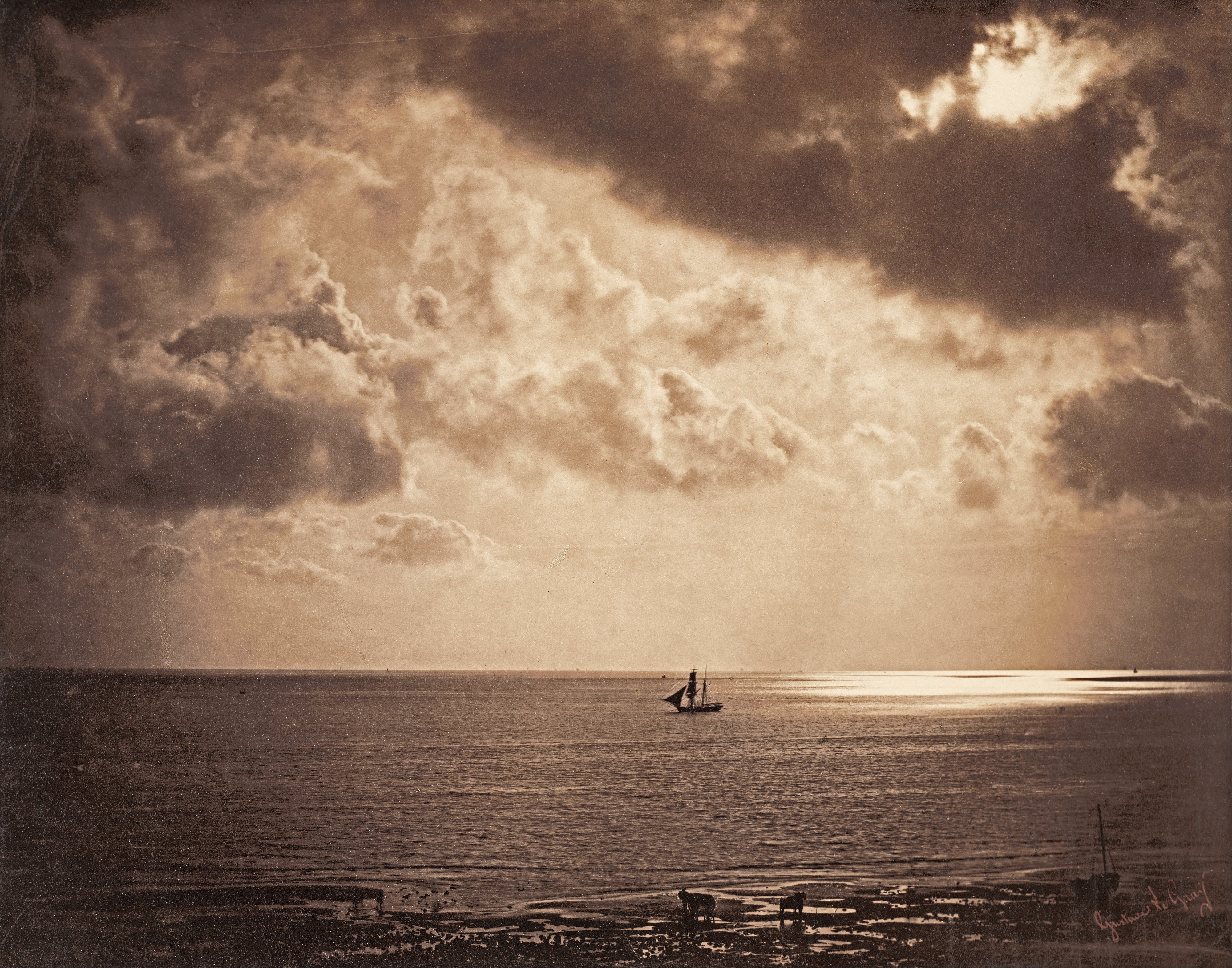
بر روی آب بروید
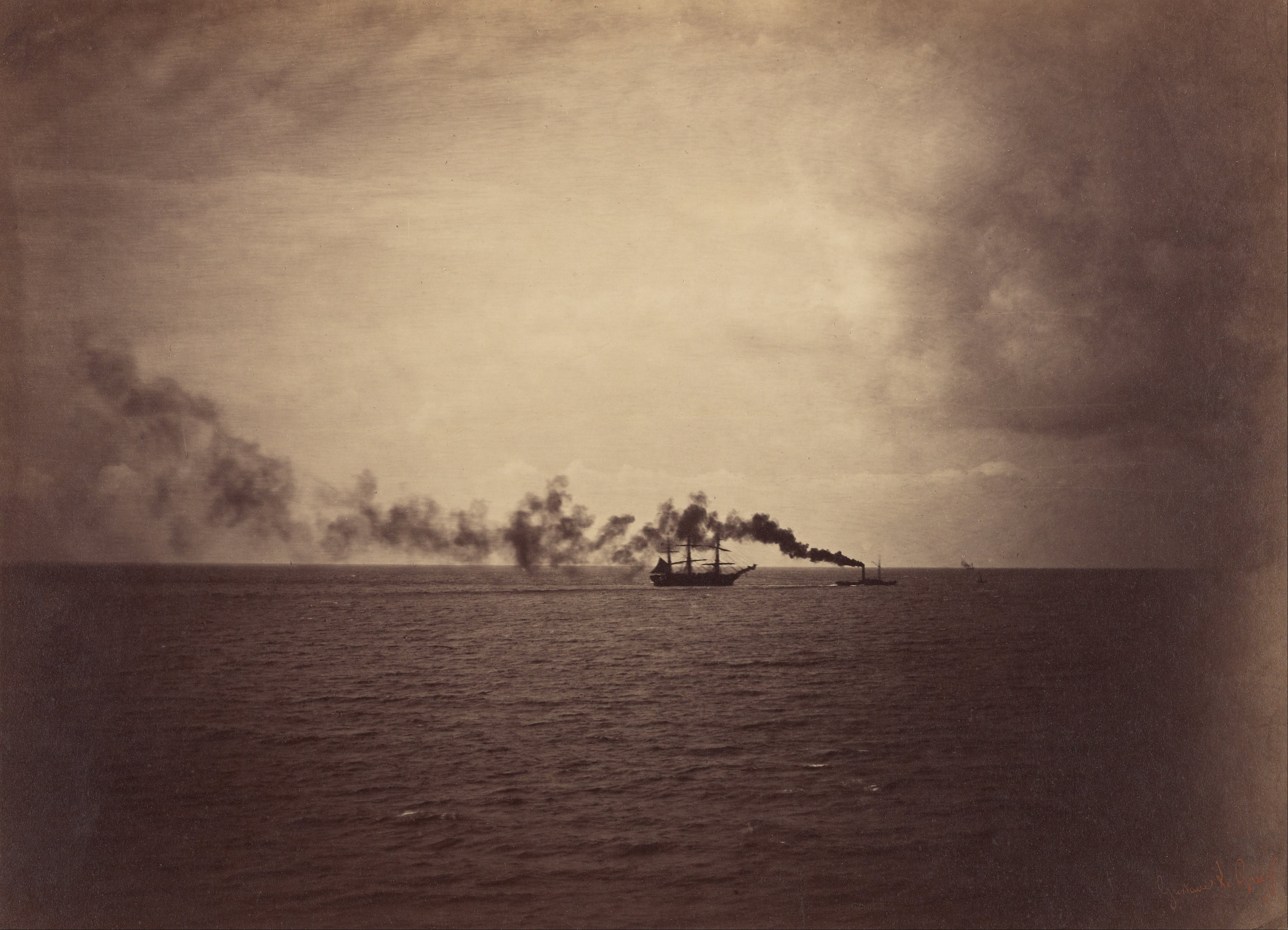
دورنمای دریا با کشتی قایقرانی و قایق بادبانی
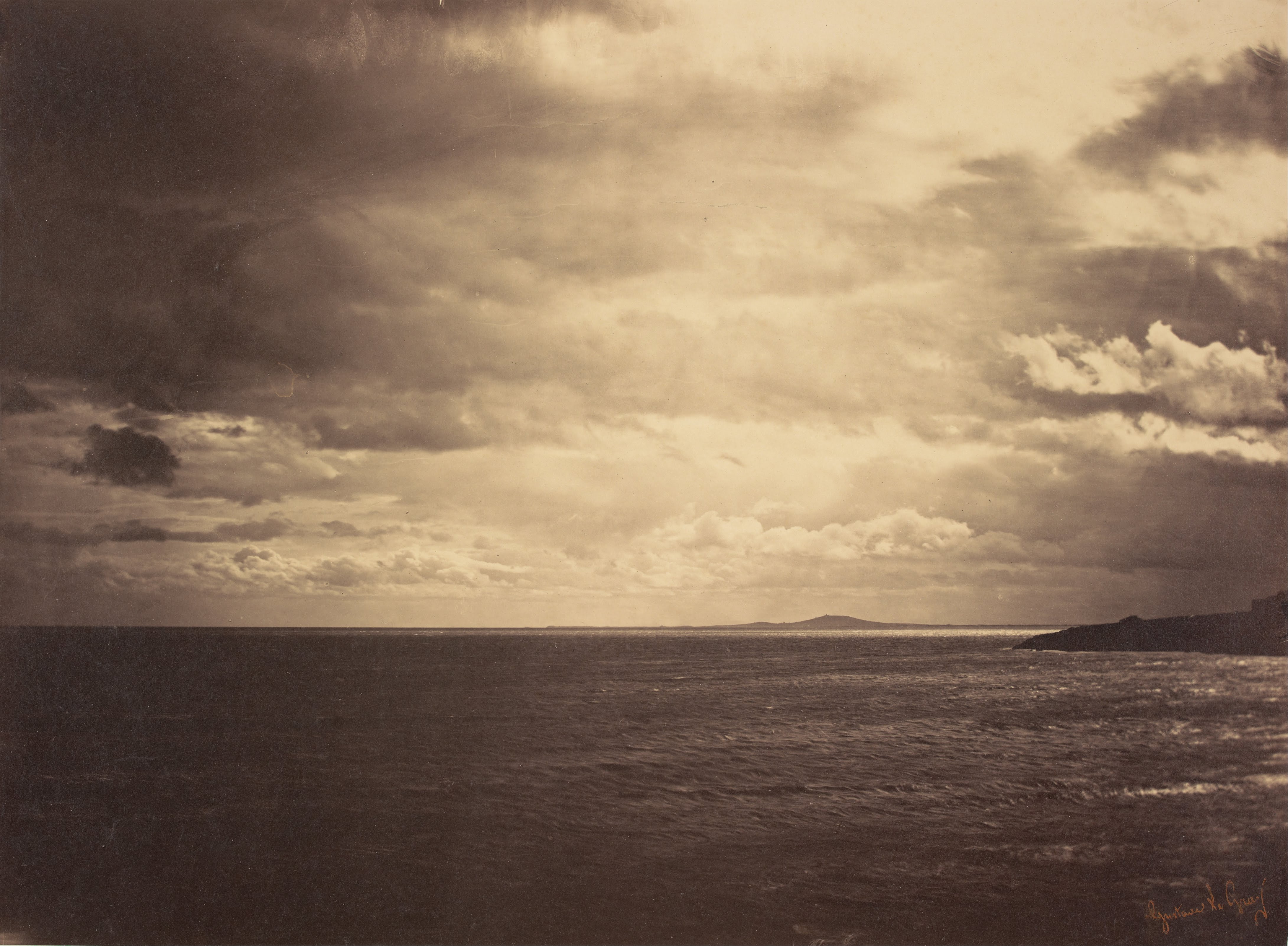
آسمان ابری - دریای مدیترانه
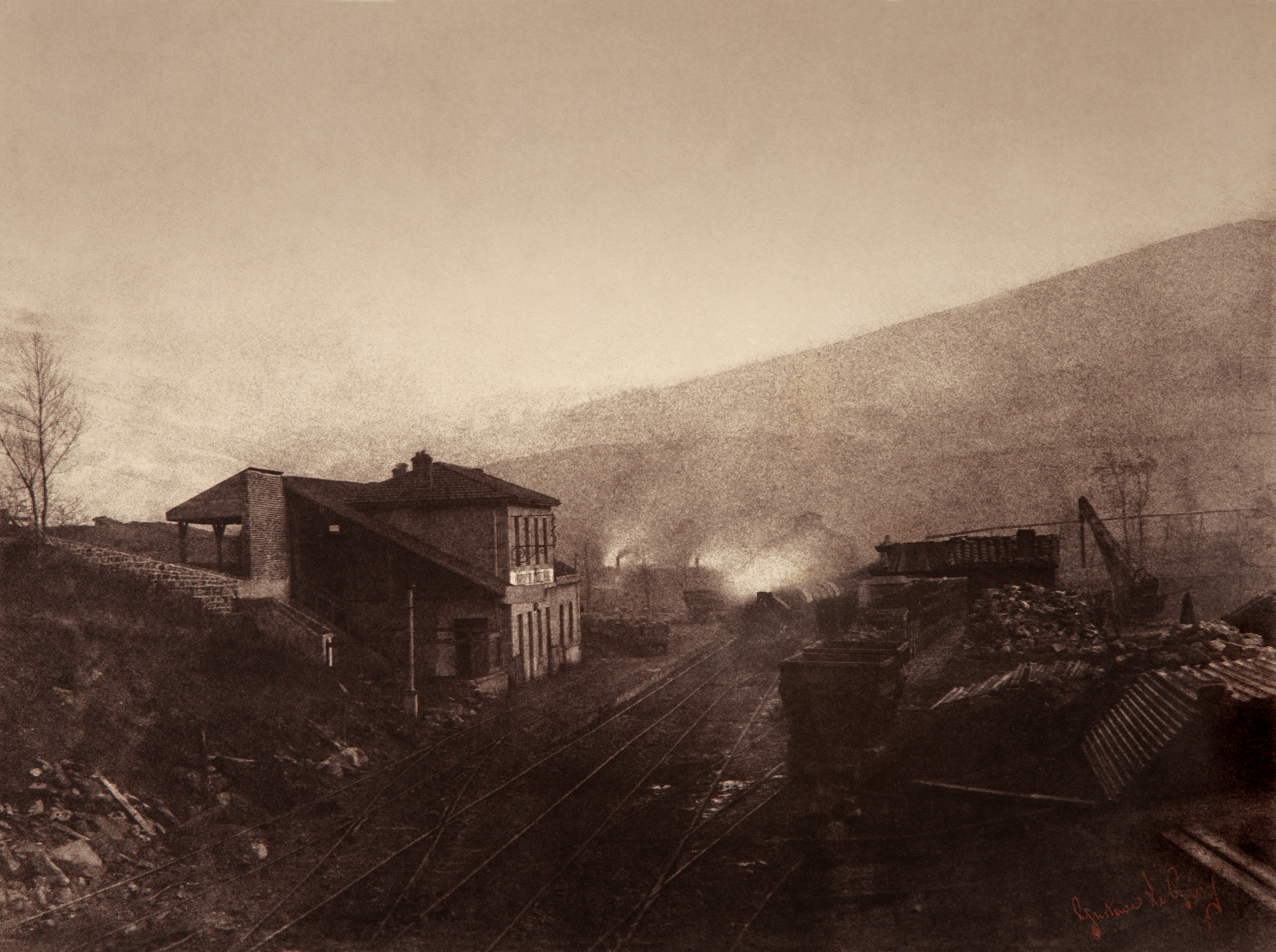
ایستگاه قطار با قطار و انبارهای زغال سنگ
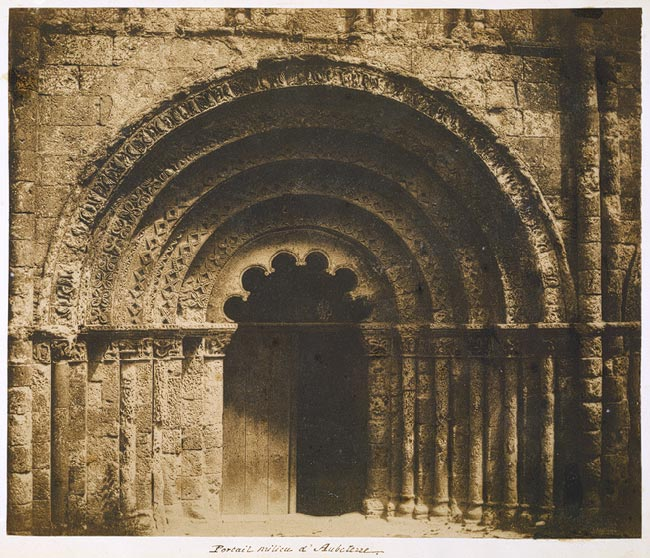
پورتال مرکزی کلیسای سنت ژاک، اوبرتر، فرانسه (۱۸۵۱)
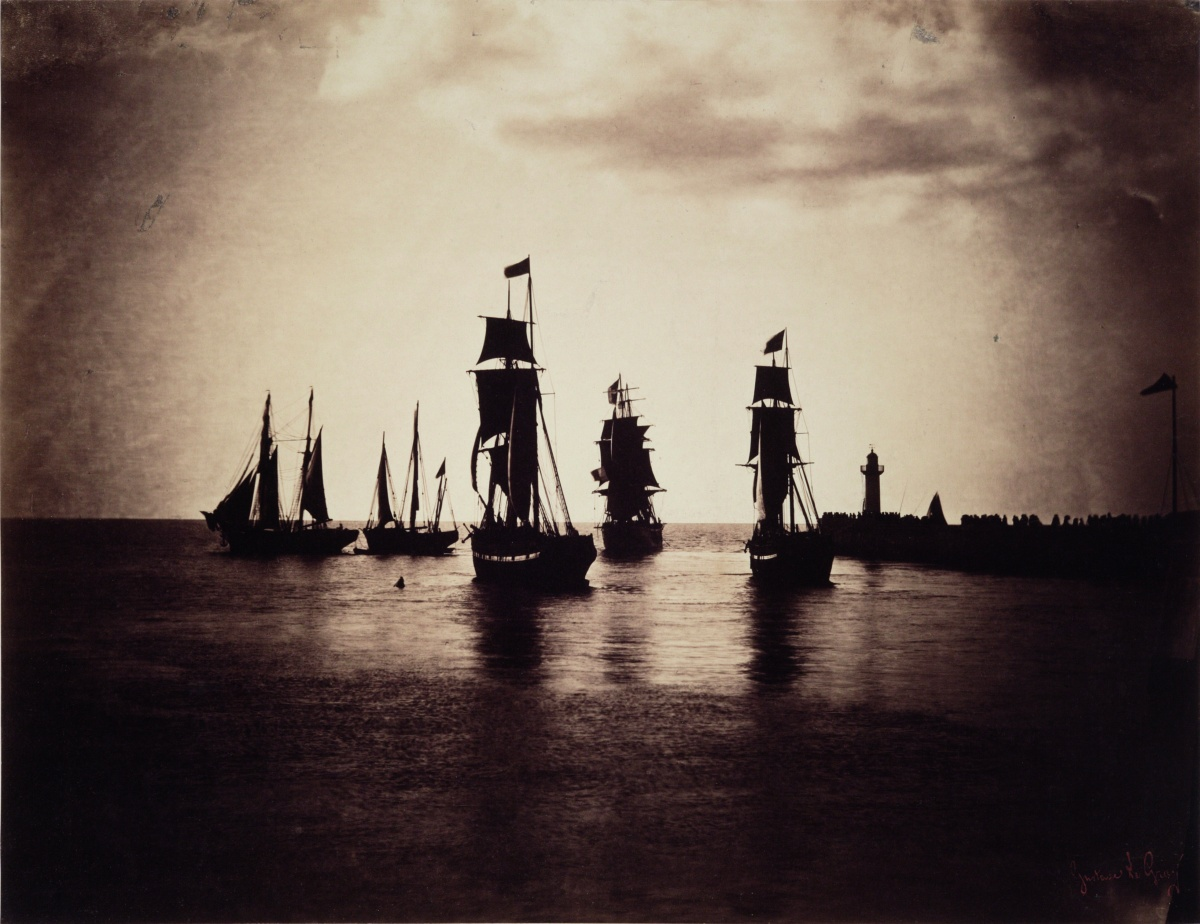
ترک قایق‌ها از بندر بندر لو هاور (۱۸۵۵/۱۸۵۶)
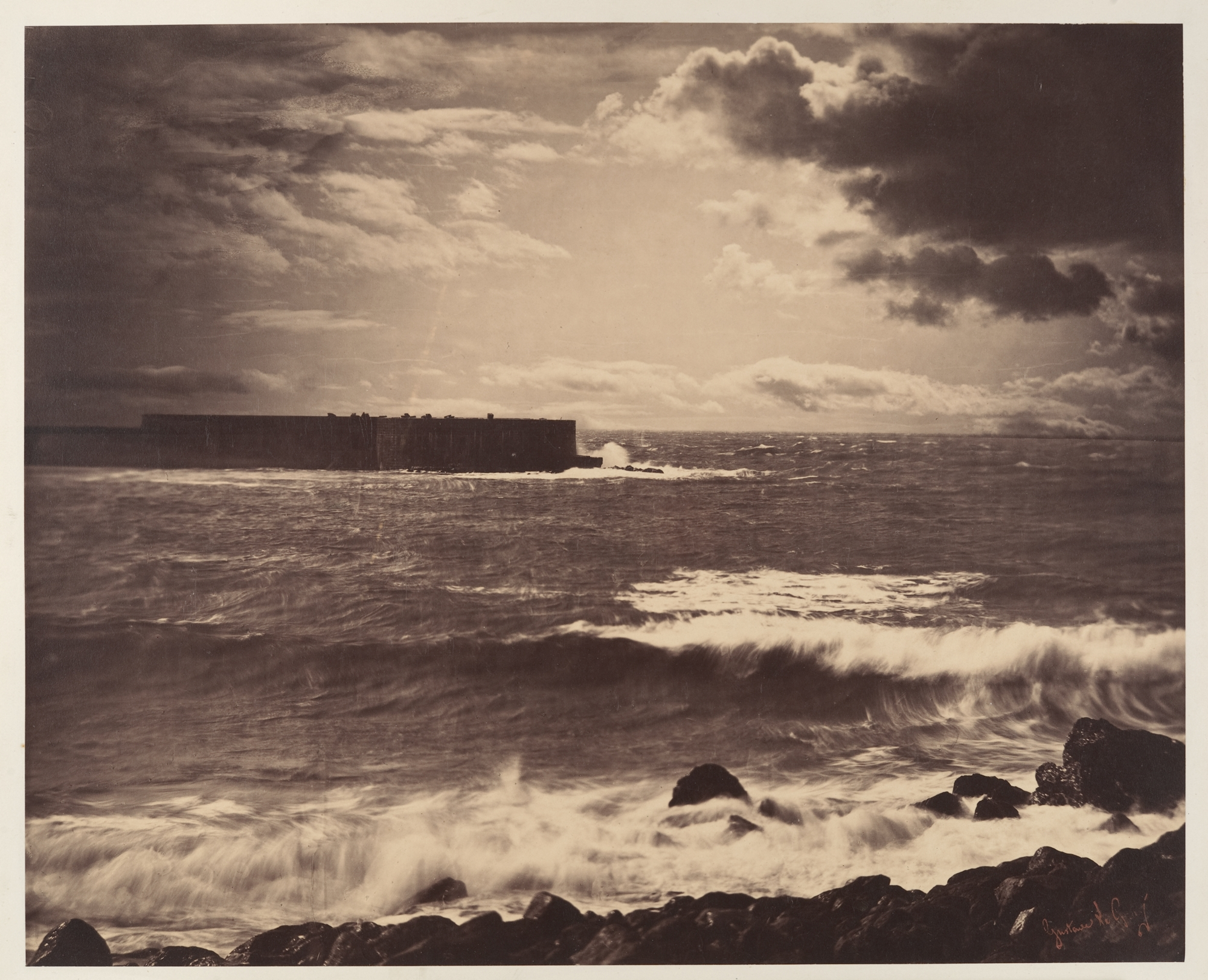
موج بزرگ، سیت
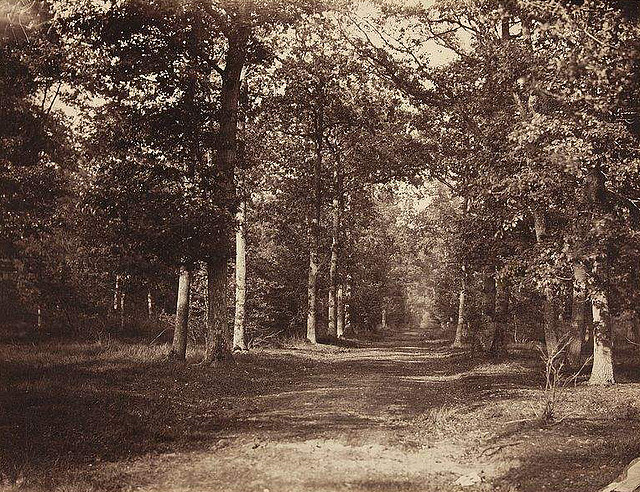
جنگل فونتنبلو (۱۸۵۵)
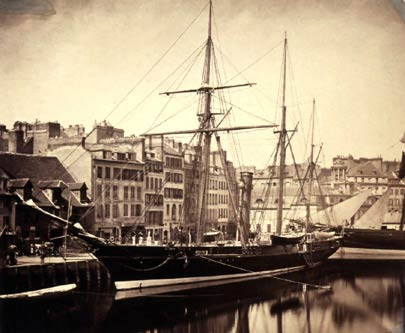
قایق تفریحی امپراتوری ملکه هورتنس (۱۸۵۶)
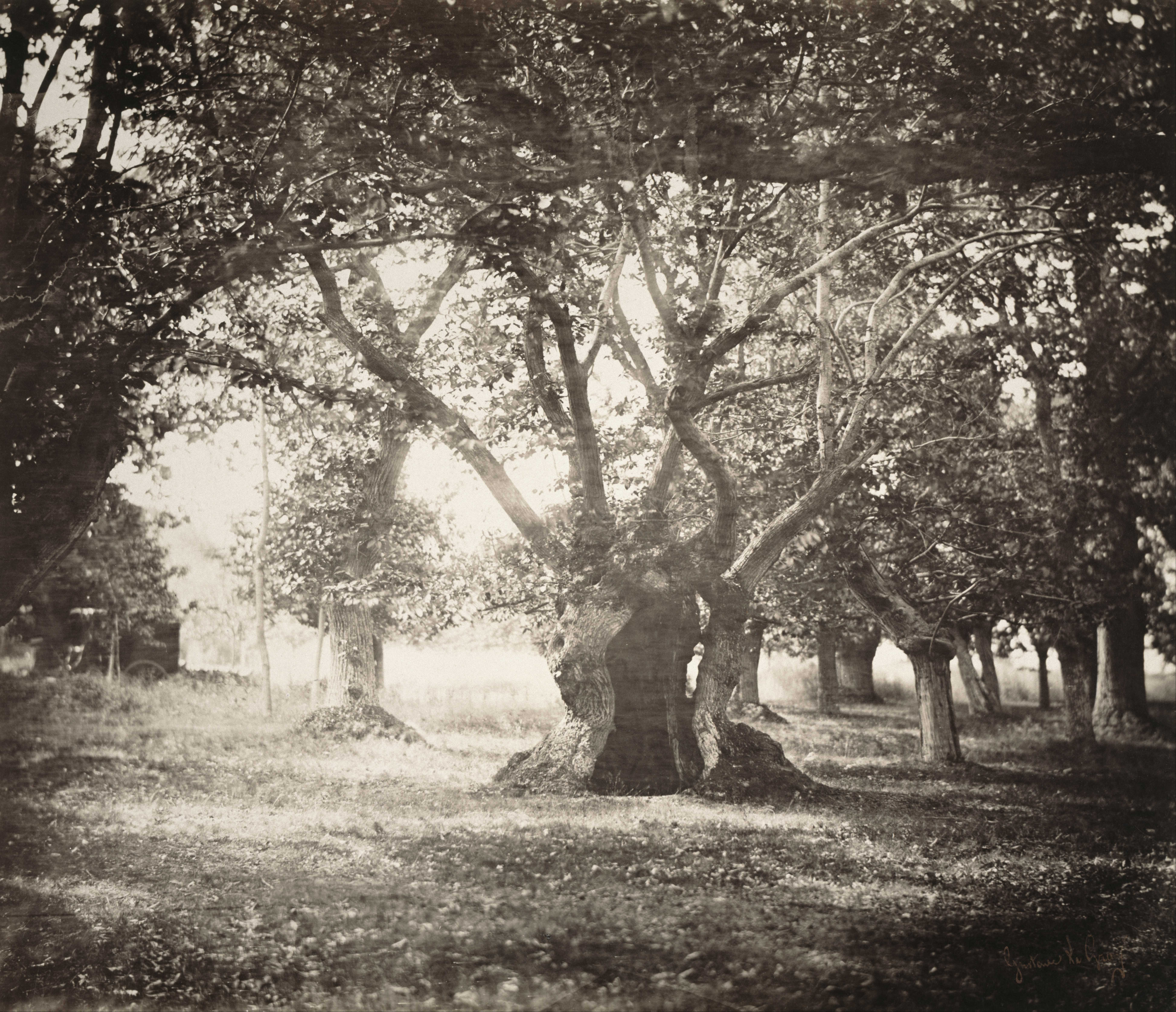
جنگل فونتنبلو (حدود ۱۸۵۶)
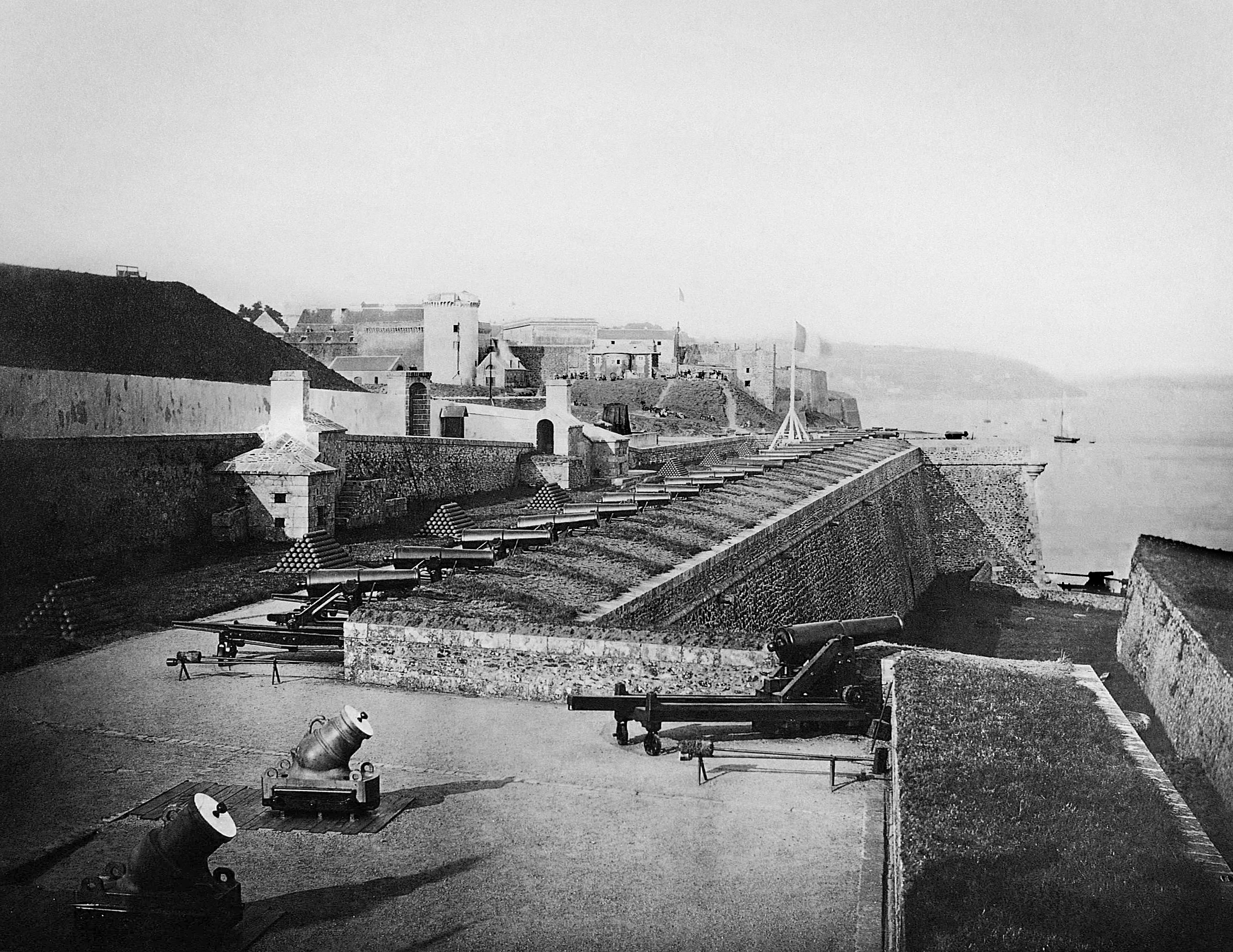
توپخانه سلطنتی در برست (۱۸۵۸)
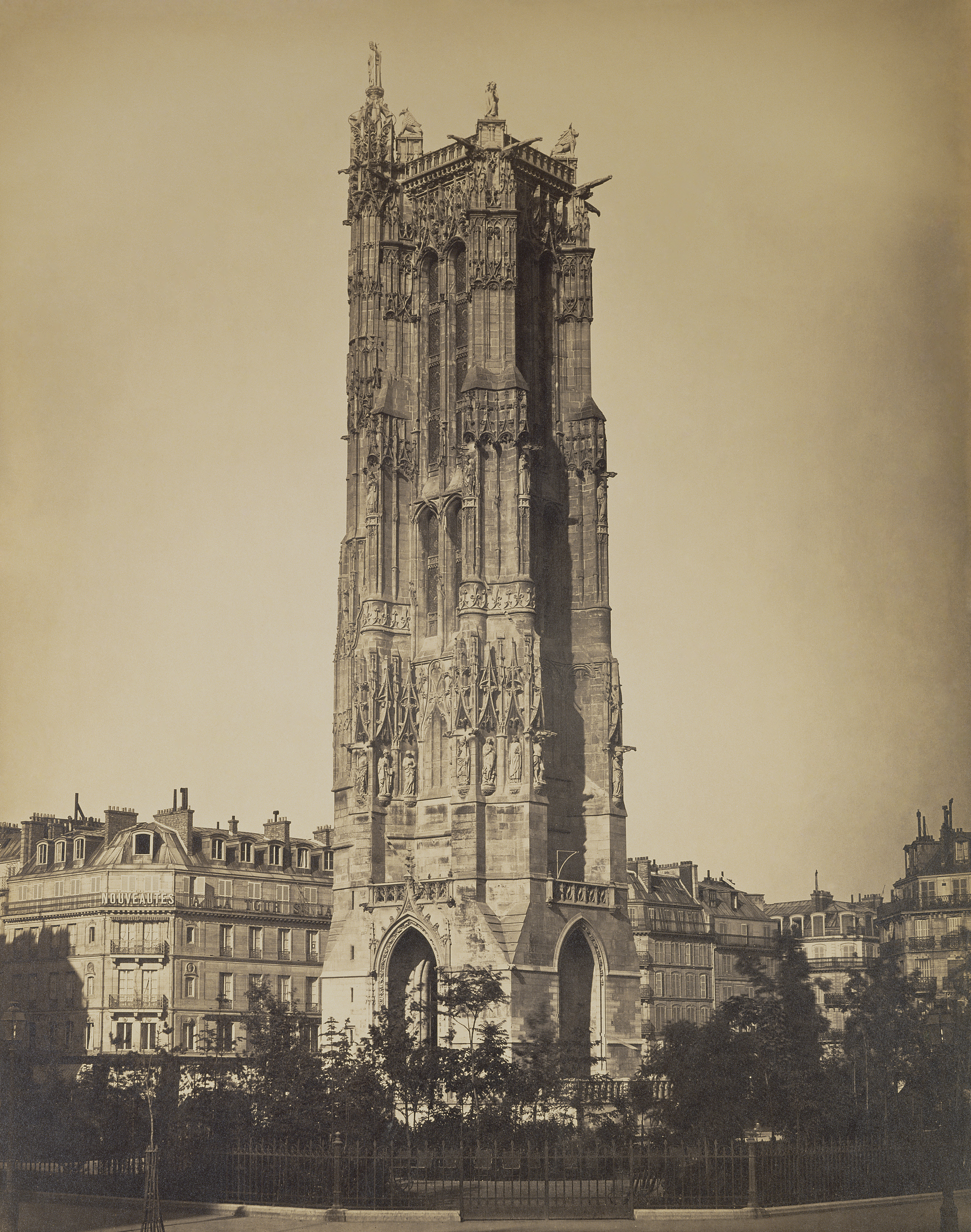
برج سن-ژاک (۱۸۵۹)
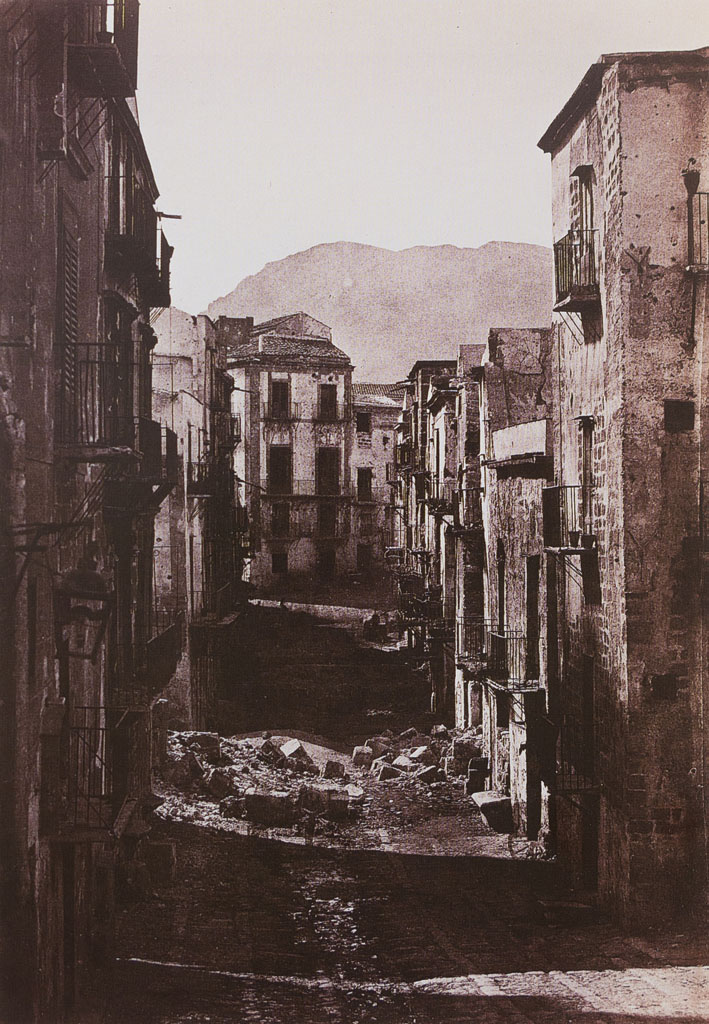
پالرمو (۱۸۶۰)
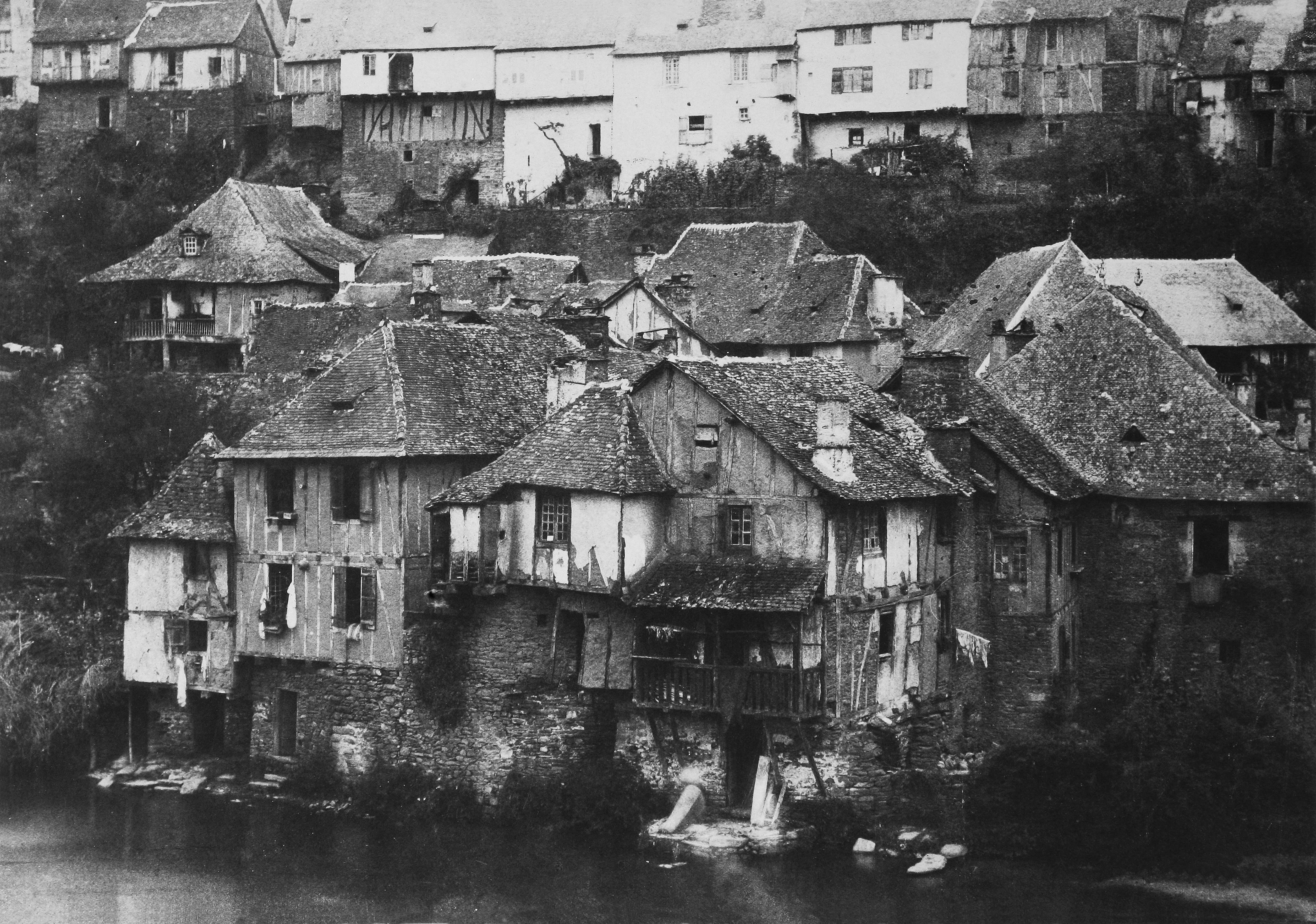
روستای ساحلی (اوزرچه)

### پرتره‌ها

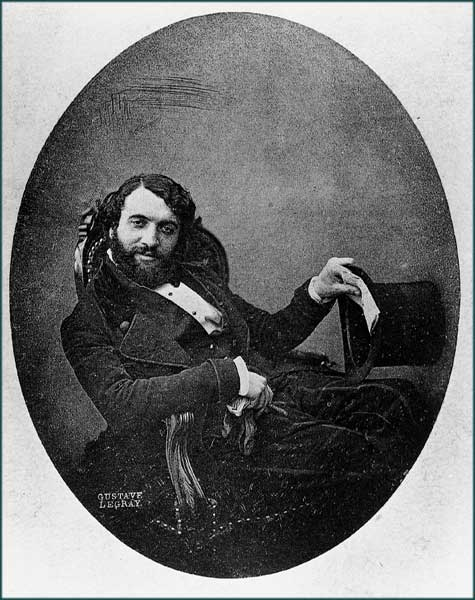
هانری لو سک (۱۸۴۸)
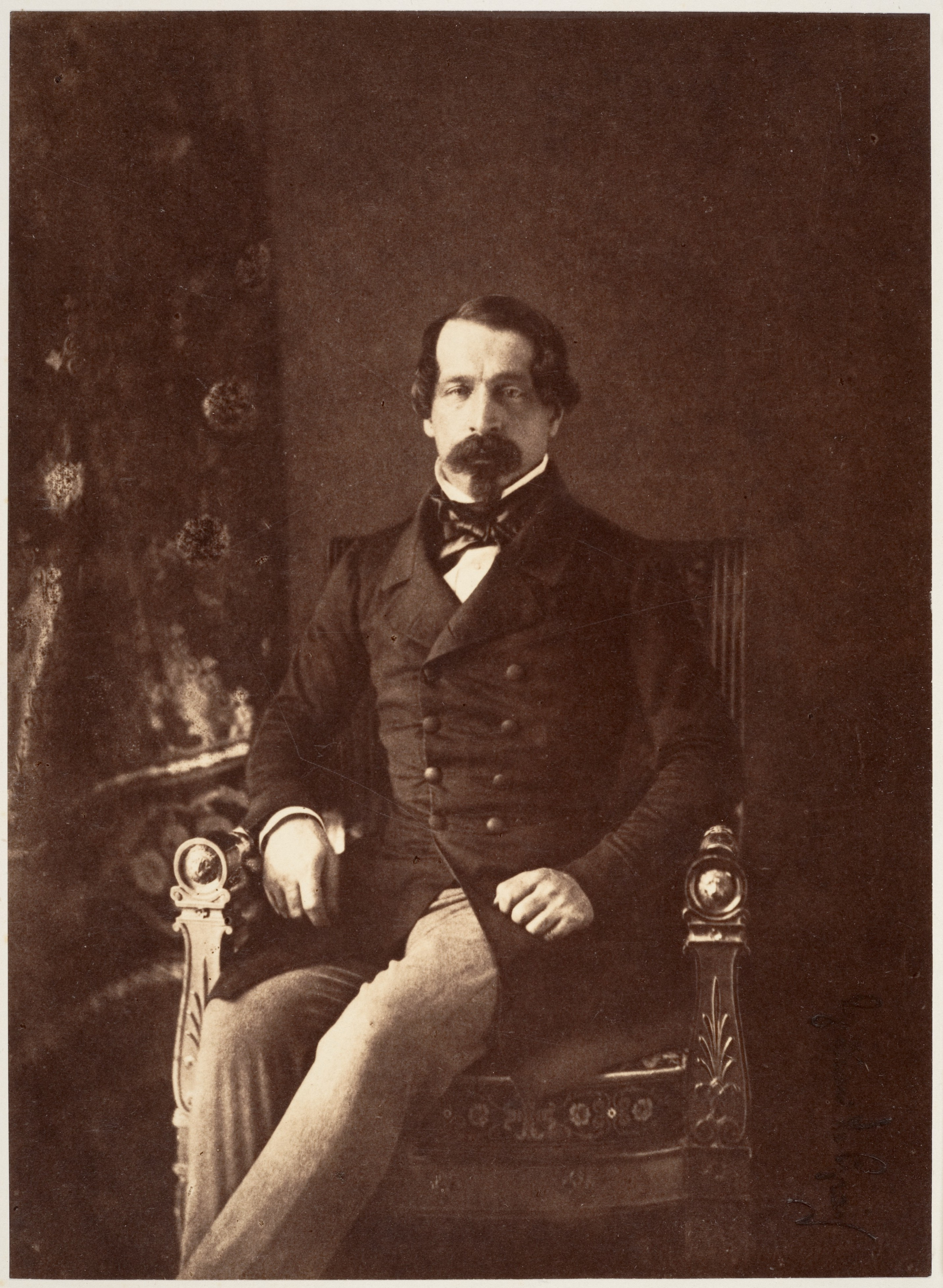
ناپلئون سوم (۱۸۵۲)
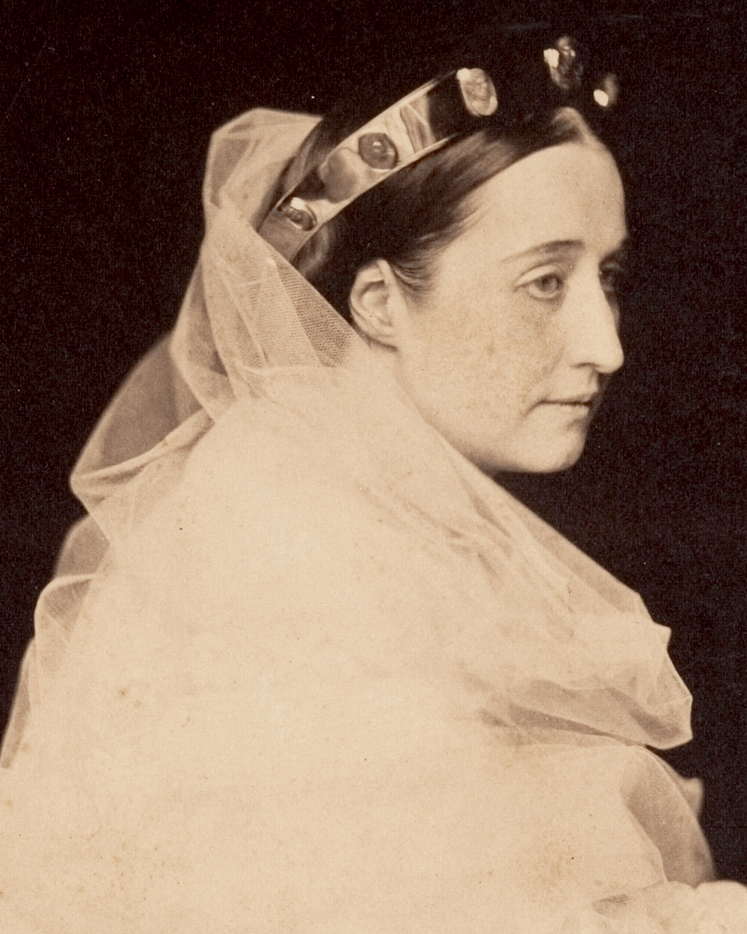
اوژنی دو مونتیژو (۱۸۵۶)
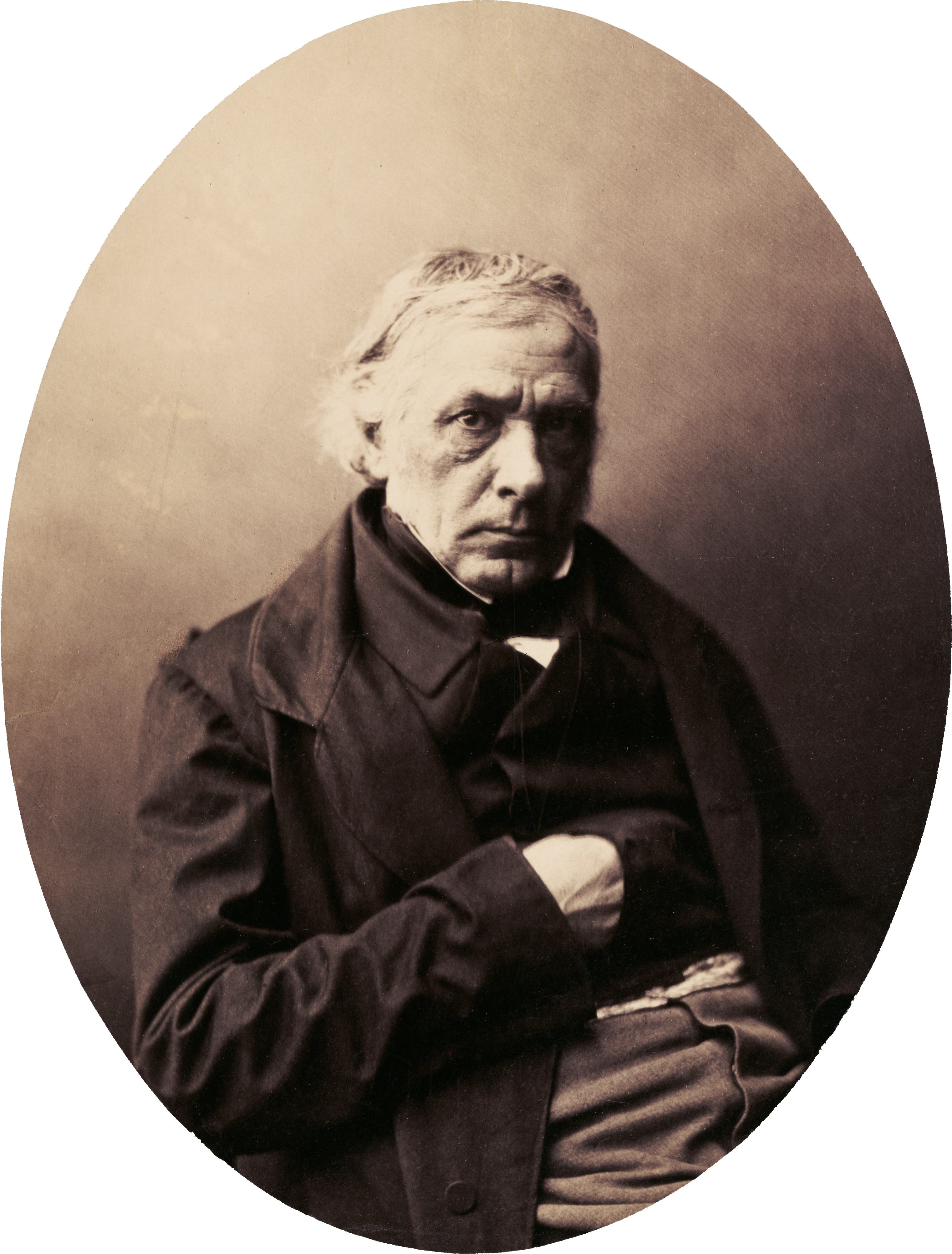
ویکتور کوزین
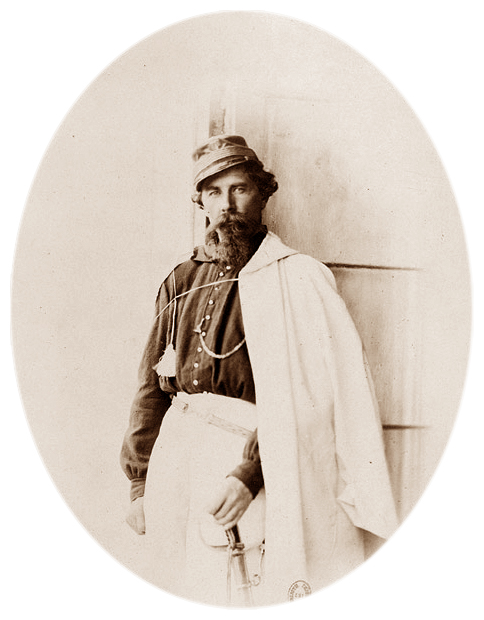
ژنرال ایستوان تور (۱۸۶۰)
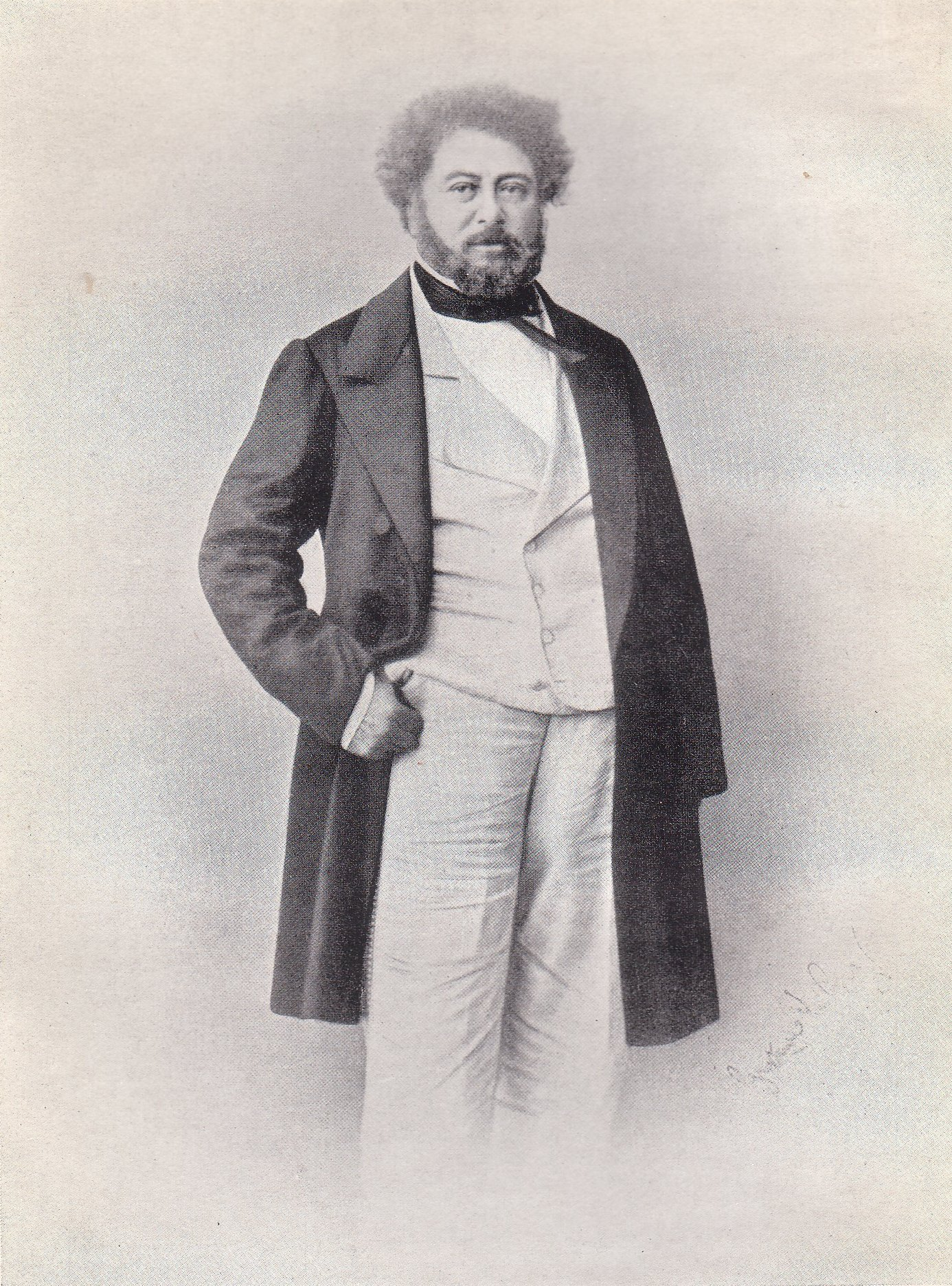
الکساندر دوما (۱۸۶۰)
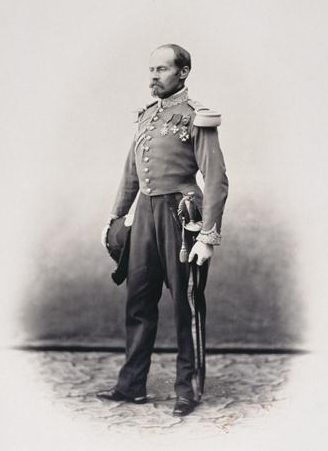
ناپلئون لویی دو منوال
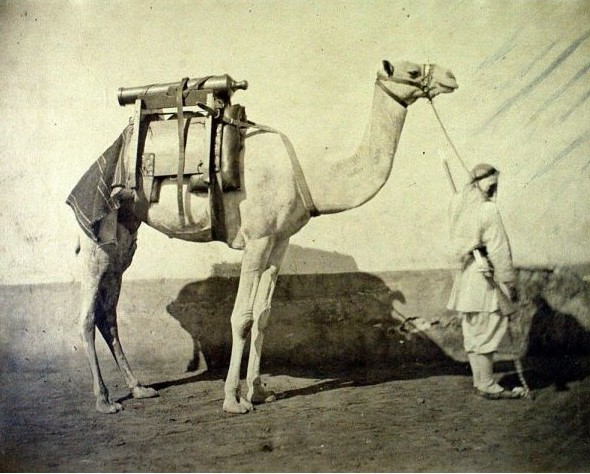
شتر حمل توپخانه، مصر (۱۸۶۶)